# Pirate Security Conference
Die Pirate Security Conference (deutsch Piraten-Sicherheitskonferenz, PSC), deren Schirmherr die Pirate Parties International sind, ist eine seit 2015 parallel zur Münchener Sicherheitskonferenz in München stattfindende Konferenz. Sie findet seit 2015 jährlich im Februar statt. Seit 2016 wird sie von der nationalen und mehreren internationalen Piratenparteien getragen. In erster Linie richtet sich die Veranstaltung an alle europäischen Bürger, Parteien und Vereine. Gleichzeitig möchte die Konferenz auch den verantwortlichen Ministerien und Behörden, in Deutschland befindlichen Botschaften und Konsulaten sowie internationalen Unternehmen ein Forum bieten, sich über sicherheitspolitische Themen auszutauschen. Die Pirate Security Conference wurde von der Stiftung 42, der Parteienstiftung der Piratenpartei Deutschland initiiert und wird nun von der Piratenpartei Deutschland organisiert und durchgeführt. Themen, die unter anderem in diesem Rahmen behandelt wurden, waren Schlüsseltechnologien für die Sicherheitsvorsorge, Medialisierung und Kapitalisierung des Sicherheitsapparates sowie Cybersicherheit usw. Redner auf der Konferenz waren unter anderem bisher die Politikerin Angelika Beer, der Korrespondent und Autor Peter Finkelgruen, der freie Journalist Enno Lenze und die Politikerin Birgitta Jónsdóttir.

## Ziel der Konferenz
Ziel der 2015 initiierten Konferenz ist es, einen Rahmen zu bieten, wo verschiedene Interessierte und Gruppen sich in einem offiziellen Rahmen austauschen und neue Ideen entwickeln und vorstellen können. Dabei ist die Konferenz für die verschiedenen Piratenparteien auch ein Weg von Fachleuten, neue Anregungen auf Gebieten zu bekommen, die sie politisch bearbeiten, und in einen Dialog mit der Politik und diesen Fachleuten zu treten. Genauso trifft es für Besucher zu, die an der Konferenz teilnehmen; es ist dabei ein Bindeglied und eine Dialogplattform zwischen der Fachwelt und der Gesellschaft.

## Konferenzen

### Konferenz 2015
Die Konferenz 2015 unter dem Titel „Sicherheitspolitik nach Snowden“ fand am 24. und 25. Januar des Jahres statt. Die Themen waren „Neue Herausforderungen in der internationalen Sicherheitspolitik“, „Kritische Infrastruktur und deren Schutzmaßnahmen“ und „Terroristische Bedrohung – Fakten, Mythen und Wirklichkeit“.  Sprecher waren die Vorsitzende der Piratenpartei Bayern, Nicole Britz, der freie Journalist Enno Lenze, Angelika Beer, Mitglied im Landtag Schleswig-Holstein und ehemalige Bundestags- und Europaabgeordnete, Rob Imre und die Juristin Yvonne Hofstetter.

### Konferenz 2016
2016 fand die Konferenz vom 11. bis zum 13. Februar erstmals im Tagungs- & Konferenzhotel Cristal in München statt. Redner waren unter anderen die isländische Piratenpolitikerin Birgitta Jónsdóttir, Angelika Beer, Enno Lenze, Björn Semrau und Lea Frings. Themen waren z. B. „Kritische Infrastruktur und wie wir diese schützen“, „Cybersicherheit – Konflikte im zivilen, militärischen und diplomatischen Dreieck“ und „Das Jahrhundert der Instabilität? Der Dominoeffekt gescheiterter Staaten“.

### Konferenz 2017
Die Konferenz 2017 fand vom 16. bis 18. Februar wie im Vorjahr im Tagungs- & Konferenzhotel Cristal in München statt. Vortragende waren unter anderen Alessandro Guarino, Alexandre Vautravers und Ivan Bartoš (Computerexperte und Vorsitzender der tschechischen Piratenpartei). Als Themen wurden „New Dimensions in the Threat Landscape“, „Global Governance: Norms, Rules and Practices“ und „Conflicts in the 21st Century“ behandelt.

### Konferenz 2018
Die Konferenz 2018 fand vom 17. bis 18. Februar im Gebäude des Echo e. V. in München statt. Die Redner waren unter anderem Ivan Bartoš, Chris C. Demchak, Vorsitzende der Cyber Security und auch Direktorin des Zentrums für Cyber-Konfliktforschung (C3S) des Naval War College, Oktavía Hrund Jónsdóttir, Roger Näbig, Schoresch Davoodi. Thema war „Resilience“, dabei „Resilience of technical systems and critical infrastructures“, „Economic resilience“ und „Resilience from a sociological point of view“.

### Konferenz 2019
Vom 16. bis 17. Februar fand die Konferenz unter dem Titel „Neue Horizonte – unerkannte Herausforderungen“ erneut in München statt. Dieses Mal sprachen unter anderen Chris Boos über die wirtschaftlichen Aspekte von KI, Alessandro Guarino zur geopolitischen Bedeutung der künstlichen Intelligenz,  Yvonne Hofstetter zum Wettrüsten in der künstlichen Intelligenz, Elina Radionova-Girsa aus Litauen sowie Adam Wolf und Schoresch Davoodi zur Lage in Afrika und dem Nahen Osten.

### Konferenz 2020
Die Konferenz 2020 unter dem Titel „Neue Horizonte – multidimensionale Weltpolitik und Sicherheitsaspekte“ fand am 15. und 16. Februar 2020 in der „designer werkschau München“ statt. Redner waren z. B. Johannes Rundfeldt, Kurt Klein, Mirjam Fischer freiberufliche Journalistin & Online-Redakteurin, Gregory Engels, der Wissenschaftler Herbert Saurugg und Konstantinos Tsetsos.